# Миронов, Виктор Пименович
Ви́ктор Пи́менович Миро́нов (род. 2 декабря 1948 года, Саратов, РСФСР, СССР) — российский политический деятель, депутат Государственной Думы ФС РФ первого созыва (1993—1995)

## Биография
В 1976 году получил высшее образование в Саратовском юридическом институте. С 1976 по 1980 год работал в Рязанской транспортной прокуратуре следователем, с 1980 года — старший следователь в Московской транспортной прокуратуре. С 1982 по 1988 год работал народным контролёром Калининского районного комитета народного контроля города Москва.
В 1990 году избран народным депутатом РСФСР от Отрадненского одномандатного избирательного округа № 39 города Москвы. В 1993 году за неявку на X чрезвычайный съезд был досрочно лишён мандата народного депутата РФ.
В 1993 году избран депутатом Государственной думы Федерального Собрания РФ I созыва от Медведковского одномандатного избирательного округа № 195 города Москвы. В Государственной думе был заместителем председателя Комитета по безопасности, входил в депутатскую группу «Стабильность».

## Законотворческая деятельность
За время исполнения полномочий депутата Государственной думы I созыва выступил соавтором двух законодательных инициатив и поправок к проектам федеральных законов.